# 小行星30821
小行星30821（30821 Chernetenko）是一颗绕太阳运转的小行星，为主小行星带小行星。该小行星于1990年9月15日发现。

## 轨道参数
小行星30821的轨道半长轴为2.3141045 UA，离心率为0.204。